# إيما كلارك
إيما كلارك (بالإنجليزية: Emma Clarke)‏ هي ممثلة بريطانية، ولدت في 1971.